# Loco (album)
Loco is een album uit 2001 van de Amerikaanse rockband Fun Lovin' Criminals. Het is het vierde album van de band en is de opvolger van Mimosa (1999).

## Tracks
1. "Where the Bums Go" - 2:57
2. "Loco" - 3:53
3. "The Biz" - 3:01
4. "Run Daddy Run" - 3:45
5. "Half a Block" - 4:19
6. "Swashbucklin' in Brooklyn" - 3:45
7. "Bump" - 3:42
8. "Microphone Fiend" - 5:32
9. "My Sin" - 3:36
10. "Underground" - 4:46
11. "She's My Friend" - 3:34
12. "There Was a Time" - 4:41
13. "Dickholder" - 2:30
14. "Little Song" (bevat een verborgen track "Kill the Bad Guy") - 8:45